# 徳田大津インターチェンジ
徳田大津インターチェンジ（とくだおおつインターチェンジ）は、石川県羽咋郡志賀町徳田および同県七尾市大津町にあるのと里山海道（法律上は能越自動車道との重複区間）のインターチェンジである。

## 歴史
- 1980年（昭和55年）3月29日 - 能登半島縦貫有料道路の当IC - 横田IC間の開通に伴い[1][2]、供用開始[1][2]。
- 1982年（昭和57年）
  - 9月13日 - 路線名称を「能登有料道路」に変更[2]。
  - 11月17日 - 能登有料道路の柳田IC - 当IC間が開通[1][2][4]、これに伴い能登有料道路が全線開通[2]。
- 2007年（平成19年）
  - 3月25日 - 同日発生した能登半島地震により、当ICを含む柳田IC - 穴水IC間が通行止となる[5][6]。
  - 3月29日 - 柳田IC - 当IC間の通行止を解除[7]。
  - 4月20日 - 当IC - 横田IC間の通行止を解除[5][8]。
- 2013年（平成25年）3月31日 - 能登有料道路が無料化されたことに伴い、のと里山海道のインターチェンジとなる[2]。

## 道路
- E41 のと里山海道

## 接続道路
- 石川県道3号田鶴浜堀松線

## 周辺
七尾市
- 七尾西湾
- のと鉄道七尾線 笠師保駅

志賀町
- 志賀町立土田保育園
- 土田郵便局

## 隣
E41 のと里山海道（法律上は能越自動車道との重複区間）
徳田大津JCT - 徳田大津IC - 横田IC